# Gehrenberg
De Gehrenberg is de hoogste berg van het Linzgau, Baden-Württemberg, Duitsland. De berg is op het hoogste punt 754,3 meter hoog.
De berg ligt in het zuiden van Baden-Württemberg, ongeveer 10 kilometer ten noorden van het Bodenmeer. Aan de voet van de zuidkant van de berg, waar ook de Brunnisach ontspringt, ligt de stad Markdorf.  Andere delen van de berg vallen onder de gemeentes Bermatingen, Salem, Deggenhausertal en Oberteuringen. 
Op de berg bevinden zich verschillende wandelpaden, waaronder de Schwäbische-Alb-Oberschwaben-Weg. Op 704 meter hoogte bevindt zich een 30 meter hoge uitkijktoren; de Gehrenbergturm. 

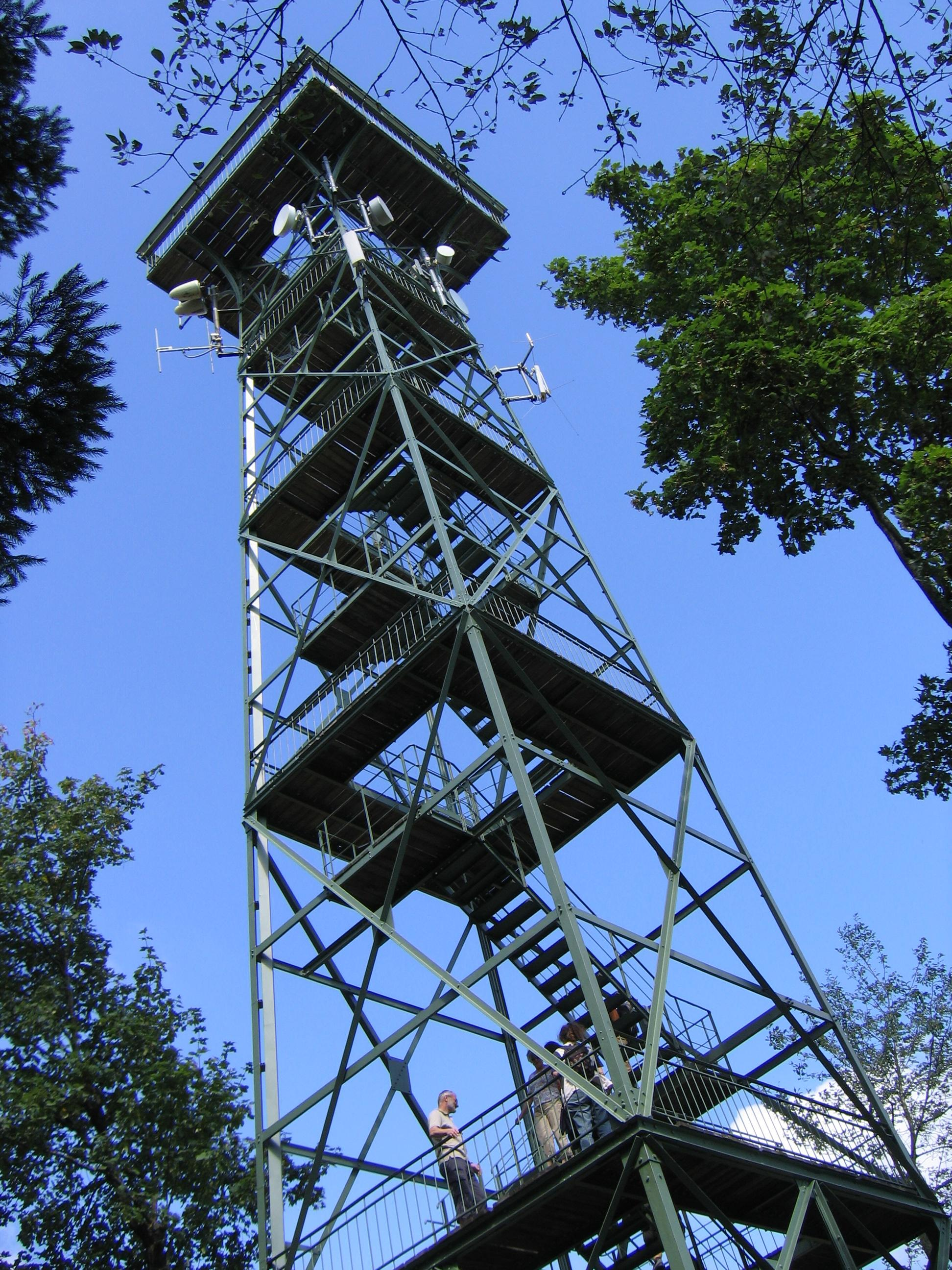
Gehrenbergturm
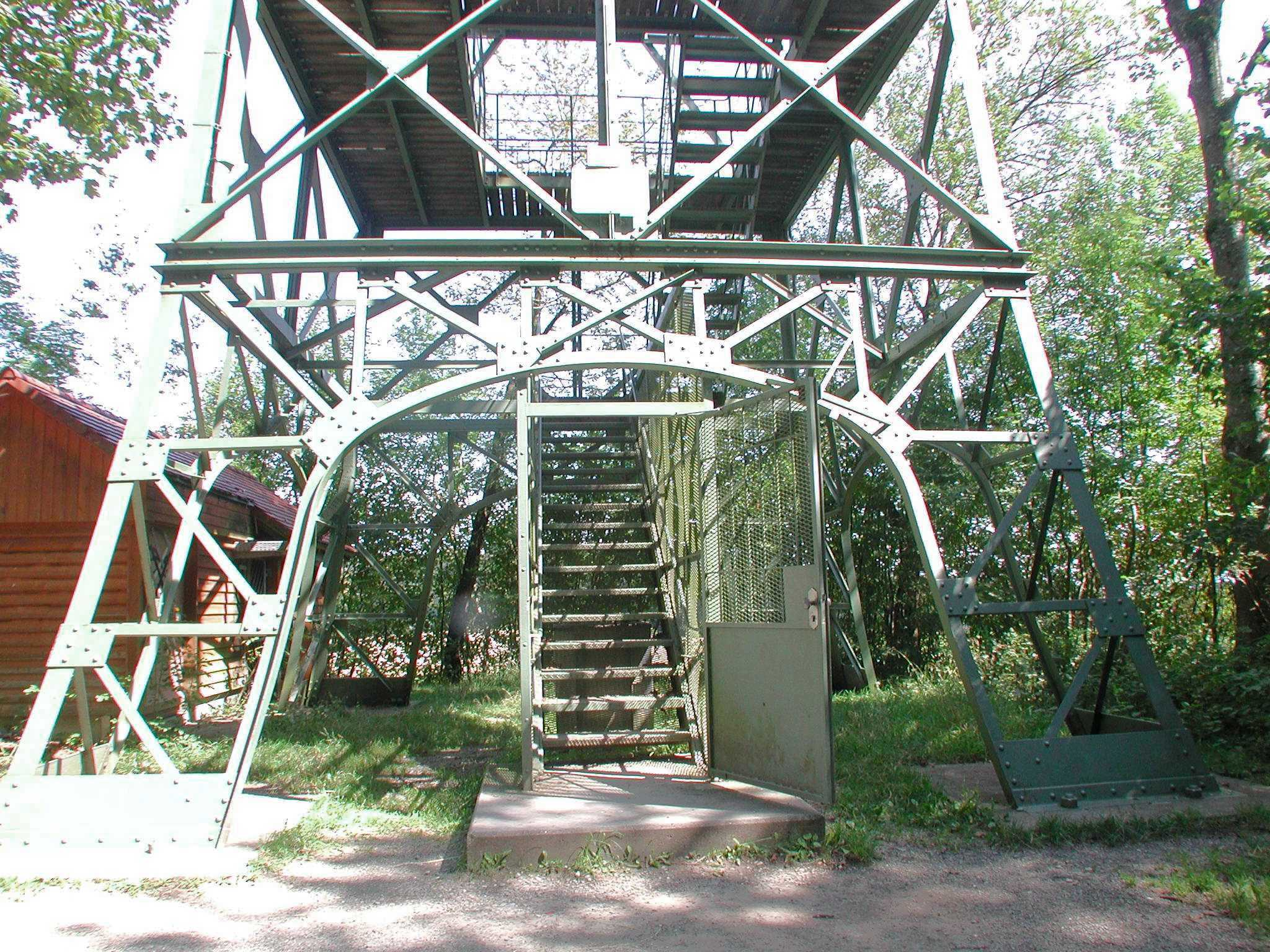
Gehrenbergturm, ingang
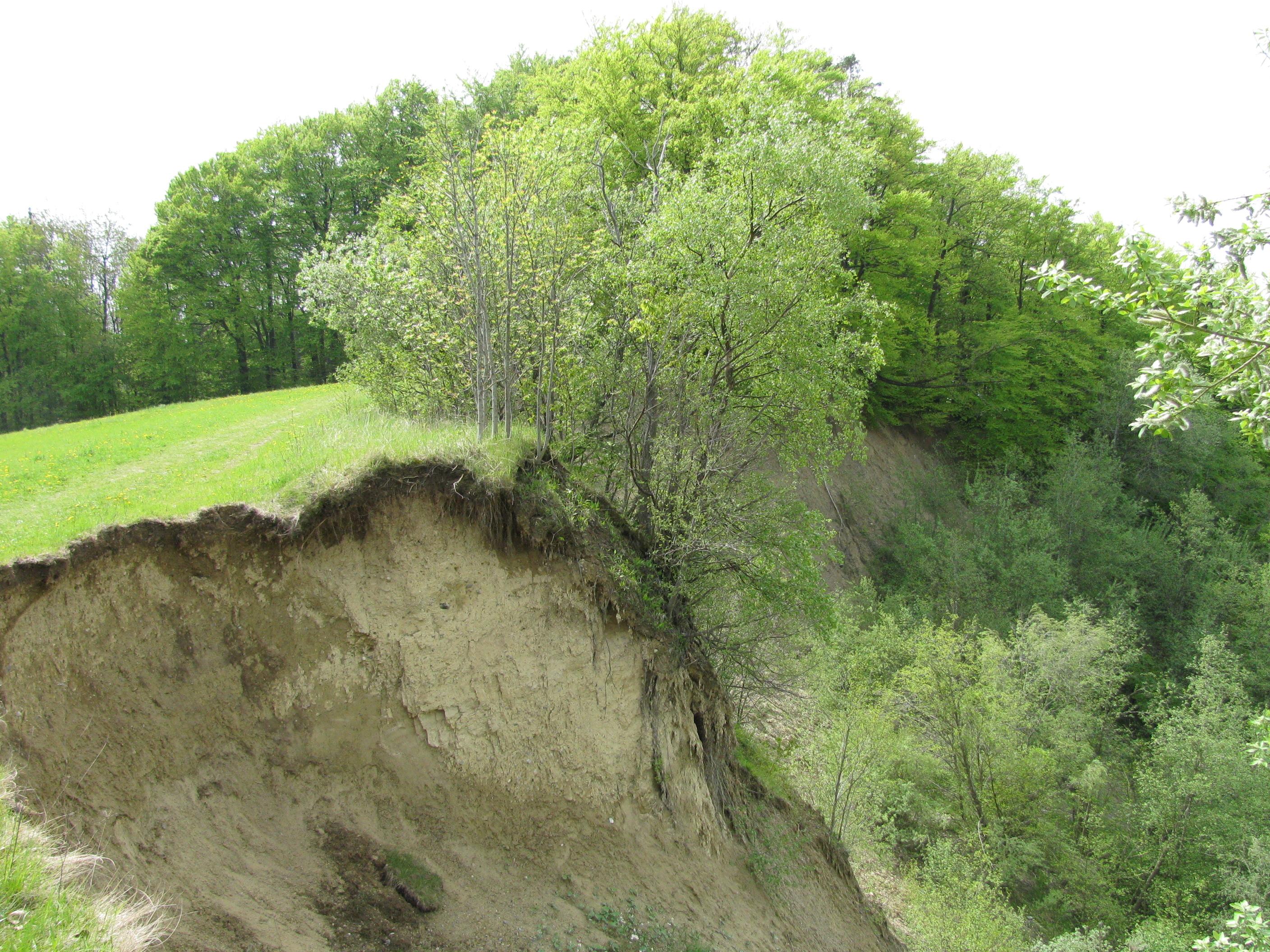
De zogenaamde Gehrenbergrutsche
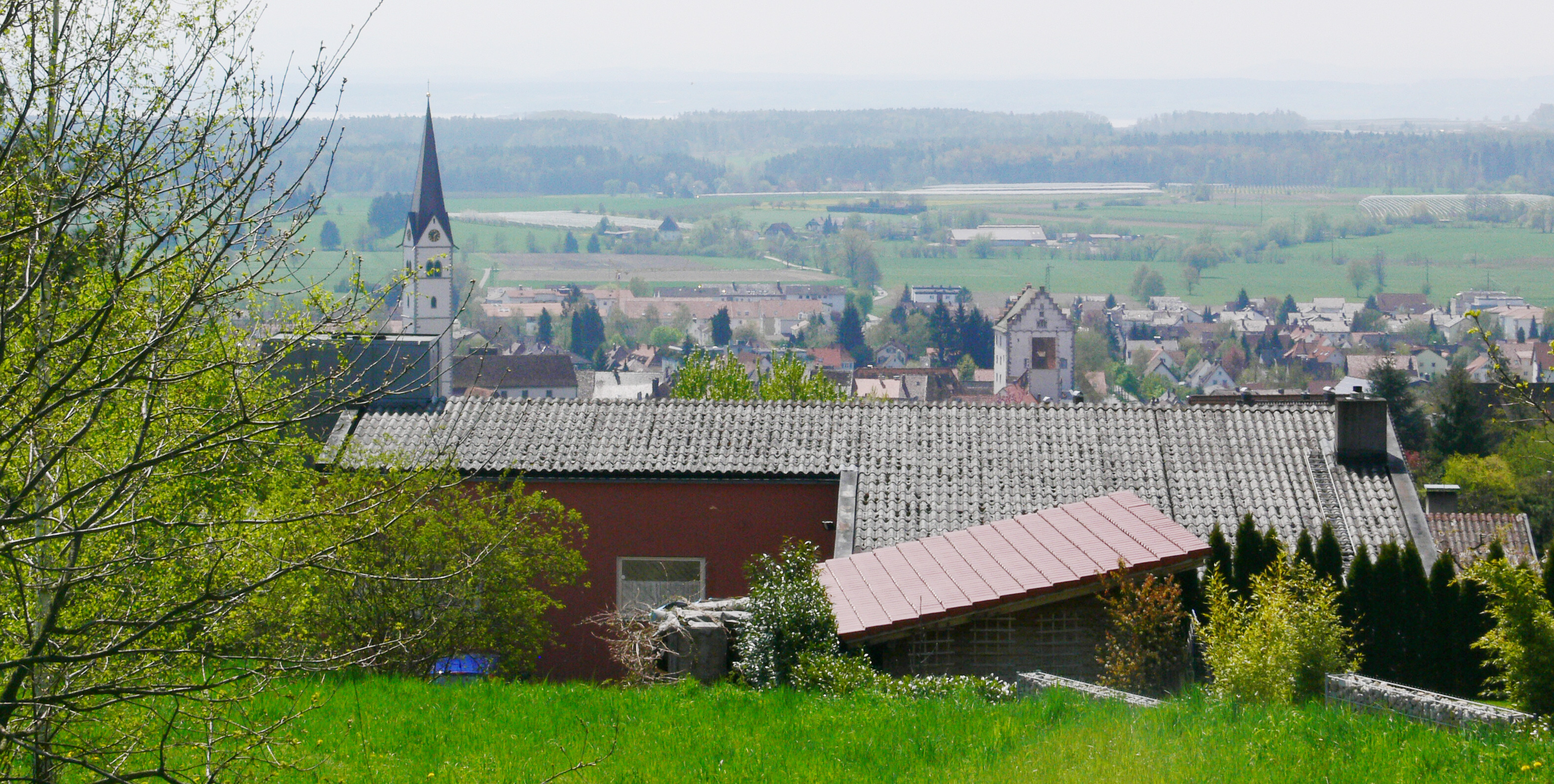
Uitzicht over Markdorf en het Bodenmeer.